# 冬の旅 (森進一の曲)
『冬の旅』（ふゆのたび）は、1973年10月10日に発売された森進一の28枚目のシングル。

## 解説
- 森が歌手デビュー以来初めて振り付けを入れた楽曲である。

- NHK紅白歌合戦では、1973年（第24回）と、1998年（第49回）の計二回披露された。

## 収録曲
- 両楽曲共に、作詞：阿久悠／作曲：猪俣公章

1. 冬の旅（4分33秒）
編曲：森岡賢一郎
2. 見知らぬ女（3分28秒）
編曲：馬飼野俊一